# 弥生みつき
弥生 みつき（やよい みつき、本名：井上 弥生〈いのうえ やよい〉、1963年3月15日 - ）は、日本の女優、声優。東京都出身。

## 人物
桐朋学園大学短期大学部芸術科演劇専攻卒。1984年4月1日に劇団青年座に入団後、2002年4月1日に青年座映画放送に移籍。
2006年のゲームでの出演を最後に俳優・声優業から身を引いている。『機動戦士ガンダム 逆襲のシャア』のチェーン・アギ役は、関連ゲームなどでは折笠富美子が引き継いで役を担当している。
小川びいによると、ファンにとっては、所帯じみたところがなく、浮世離れの女の子が多いことで知られていたという。
趣味は水泳、水着収集。

## 出演

### テレビドラマ
- 怪談 KWAIDAN
- まりえの客 - 一条聡子 役
- 6月の花嫁 遺言結婚
- おかしな夫婦 - 岩谷良枝 役
- 監察医・室生亜季子シリーズ（日本テレビ） - 山野助手 役
  - 拳銃〜福島-川越、二つの連続射殺事件をつなぐサクラ草の花〜（1996年）
  - 身元不明〜6年前の蒸発事件を殺人事件に変えたタレコミ電話〜（1996年）
  - 指紋〜通り魔事件の第三の被害者は何をやってもツキのない女〜（1997年）
- 温泉若おかみの殺人推理長崎 島原 普賢岳 宿泊客の中に真犯人がいる! 死体が嘘をついた理由（1997年、テレビ朝日）
- はぐれ刑事純情派
- 木曜の怪談ファイナル タイムキーパーズ
- NHK大河ドラマ
  - 「春の波涛」（1985年） - 飲み屋の女 役
  - 「独眼竜政宗」（1987年） - お万の方（秀次の側室） 役
- 暴れん坊将軍シリーズ（ANB / 東映）
  - 暴れん坊将軍V 第4話「盗賊は炎の中に消えた」（1993年） - おまき 役
  - 暴れん坊将軍IX 第33話「辻斬り必殺剣の秘密!?幻の御前試合」（1999年） - おくに 役
- 十時半睡事件帖 第13話「閉門志願」（1994年、NHK） - 多摩 役
- 松本清張特別企画・父系の指（1995年、TBS）
- 地方記者・立花陽介 第2回「伊賀上野通信局」（1993年、日本テレビ）
- お見合いの達人（1994年） ‐ 田口聖子 役
- 救命病棟24時 新春スペシャル（2002年、フジテレビ）
- 人にやさしく 第4話「子育てスランプ!?」（2002年、フジテレビ）

### 映画
- グッドバイ
- 私をスキーに連れてって
- 釣りバカ日誌
- 花園の迷宮

### テレビアニメ
1980年代
- うる星やつら（1984年、潮渡渚）
- 魔動王グランゾート（1989年、ポノ）
- らんま1/2 熱闘編（1989年、つかさ）

1990年代
- ロビンフッドの大冒険（1990年、エリカ）
- 風の中の少女 金髪のジェニー（1992年、ジュリア）
- ハックルベリー・フィン物語（1994年、メアリー・ジェーン）
- BLUE SEED（1994年、国木田楓）
- 鬼神童子ZENKI（1995年、光陰）
- 怪盗セイント・テール（1996年、浩子）
- シンデレラ物語（1996年、ラ・バリエール）
- 名探偵コナン（1996年、豆垣妙子）
- EAT-MAN（1997年、ジェシカ）
- 人形草紙あやつり左近（1999年、西原摩耶）

2000年代
- 攻殻機動隊 STAND ALONE COMPLEX（2002年、クルツコワ・ボスエリノフ）

### 劇場アニメ
- 王立宇宙軍 オネアミスの翼（1987年、リイクニ[1][7]）
- 機動戦士ガンダム 逆襲のシャア（1988年、チェーン・アギ[1][8]）
- はじまりの冒険者たち レジェンド・オブ・クリスタニア（1995年、アデリシア）

### OVA
1980年代
- TO-Y（1987年、森が丘園子）
- うる星やつら 渚のフィアンセ（1988年、潮渡渚）

1990年代
- インフェリウス惑星戦史外伝 CONDITION GREEN（1991年、マリア・ウィンター、マリア〈子供時代〉）
- 鎧伝サムライトルーパー MESSAGE（1991年、すずなぎ）
- グリーンレジェンド乱（1992年、アイラ）
- 世界の光 親鸞聖人（1992年、松虫）
- ふぁんたじあ（1993年、マロン）
- 素足のGinRei EPISODE:1〜盗まれた戦闘チャイナを探せ大作戦!!（1994年、黒銀鈴）
- シャーマニックプリンセス（1996年、レナ）
- レジェンド・オブ・クリスタニア（1996年、アデリシア）

### ゲーム
1990年代
- ネクスザール（1992年、シルディ・パトリオット / レイ）
- エターナルメロディ（1996年、ウェンディ・ミゼリア）
- SDガンダム GGENERATION（1999年 - 2006年、チェーン・アギ、クレア・ヒースロー） - 4作品

2000年代
- SUNRISE WORLD WAR Fromサンライズ英雄譚（2003年、チェーン）
- Another Century's Episode（2005年、チェーン・アギ）

### ラジオドラマ
- モグラたちの夢ゲリラ（エフエム東京、1988年6月30日） - キリチョン

### ドラマCD
- 魔神英雄伝ワタル3 虎王物語 虎王伝説 CDシネマ2 - 4（1992年、姫子）
- レジェンド・オブ・クリスタニア〜はじまりの冒険者たち〜（1993年、アデリシア）

### 吹き替え

#### 映画
- マペットのクリスマス・キャロル（クララ）
- 立証責任
- 霊幻少女 帰ってきたテンテン（蘭姫）
- ワンダー・ガールズ 東方三侠（トントン）
- ワンダー・ガールズ 東方三侠2（トントン）

#### ドラマ
- アリー my Love
- タイムマシーンにお願い

### CMナレーション
- JR東日本
- 日本生命
- 大塚製薬 ポカリスエット ビッグバス編（1998年[9]）

### 舞台
- ザ・パイロット（1985年、あぐり[10]）
- 弥次喜多（1985年、おつめ[11]）
- おお！活動狂時代（1990年、リリアン・ギッシュ[12]）
- 甕・ヤポネシア 紀伊國屋ホール（1993年、ミカ[13]）
- 花よりタンゴ（こまつ座）（1998年、梅子[14]）
- 宮城野（桐乃屋、宮城野）
- 見よ、飛行機の高く飛べるを（光島延ぶ）
- 野望と夏草（新国立劇場）
- 怒濤（新国立劇場）

### シリーズ一覧
1. ↑  『ZERO』（1999年）、『F』（2000年）、『F.I.F』（2001年）、『PORTABLE』（2006年）